# Tis an Ill Wind That Blows No Good
Tis an Ill Wind That Blows No Good é um filme mudo norte-americano de 1909 em curta-metragem, do gênero drama, dirigido por D. W. Griffith. O filme, estrelado por Herbert Prior, Florence Lawrence e Linda Arvidson, foi produzido pela Biograph Company.
Cópia do filme encontra-se conservada na Biblioteca do Congresso dos Estados Unidos.

## Elenco
- Herbert Prior ... Tim Nooman
- Florence Lawrence ... Mary Flinn